# Сент Китс и Невис на Летњим олимпијским играма 2008.
Сент Китс и Невис се такмичио на Летњим олимпијским играма 2008. у Пекингу, Кина. То је било 4. узастопно учешће Сент Китса и Невиса на Летњим олимпијским играма, почев од Игара 1996. у Атланти. Национални олимпијски комитет послао је укупно четири учесника (1 мушкарца и 3 жене), сви су учествовали у атлетским такмичењима.. У екипи су били најстарији и најмлађи учесник међу спортистима који су се до данас на олимпијским играма такмичили за Сент Китс и Невис. Најстарији такмичар био је атлетичар Ким Колинс са 32 године, а најмлађа 19 годишња атлетичарка Мерицер Вилијамс
Заставу Сент Китса и Невиса на свечаном отварању Олимпијских игара 2008. носила је спринтерка Вирџил Хоџ.
Такмичари Сент Китса и Невиса нису освојили ниједну медаљу.

## Атлетика

### Мушкарци
| Атлетичар Лични рекорд | Дис.  | Група    | Група  | Четвртфинале | Четвртфинале | Полуфинале | Полуфинале | Финале           | Финале           | Детаљи |
| Атлетичар Лични рекорд | Дис.  | Резултат | Место  | Резултат     | Место        | Резултат   | Место      | Резултат         | Место            | Детаљи |
| ---------------------- | ----- | -------- | ------ | ------------ | ------------ | ---------- | ---------- | ---------------- | ---------------- | ------ |
| Ким Колинс 9,98 20,20  | 100 м | 10,17    | 4 / 80 | 10,07 РС     | 8 / 40       | 10,05      | 9-10 / 16  | Није се пласирао | Није се пласирао |        |
| Ким Колинс 9,98 20,20  | 200 м | 20,55    | 7 / 64 | 20,43 РС     | 9 / 32       | 20,25 РС   | 6-7 / 16   | 20,59            | 6 / 8            |        |

### Жене
| Атлетичарка Лични рекорд | Дисциплина | Група    | Група   | Четвртфинале      | Четвртфинале      | Полуфинале        | Полуфинале        | Финале            | Финале            | Детаљи |
| Атлетичарка Лични рекорд | Дисциплина | Резултат | Место   | Резултат          | Место             | Резултат          | Место             | Резултат          | Место             | Детаљи |
| ------------------------ | ---------- | -------- | ------- | ----------------- | ----------------- | ----------------- | ----------------- | ----------------- | ----------------- | ------ |
| Вирџил Хоџ 2:01,14 22,68 | 100 м      | 11:48    | 25 / 86 | 2:01,91           | 22-23 / 40        | Није се пласирала | Није се пласирала | Није се пласирала | Није се пласирала |        |
| Вирџил Хоџ 2:01,14 22,68 | 200 м      | 23,18    | 18 / 48 | 23,17             | 19 / 32           | Није се пласирала | Није се пласирала | Није се пласирала | Није се пласирала |        |
| Мерицер Вилијамс 22,96   | 200 м      | 23,83    | 38 / 48 | Није се пласирала | Није се пласирала | Није се пласирала | Није се пласирала | Није се пласирала | Није се пласирала |        |
| Тијандра Понтин 50,83    | 400 м      | 52,41    | 27 / 51 |                   |                   | Није се пласирала | Није се пласирала | Није се пласирала | Није се пласирала |        |